# 우니예섬

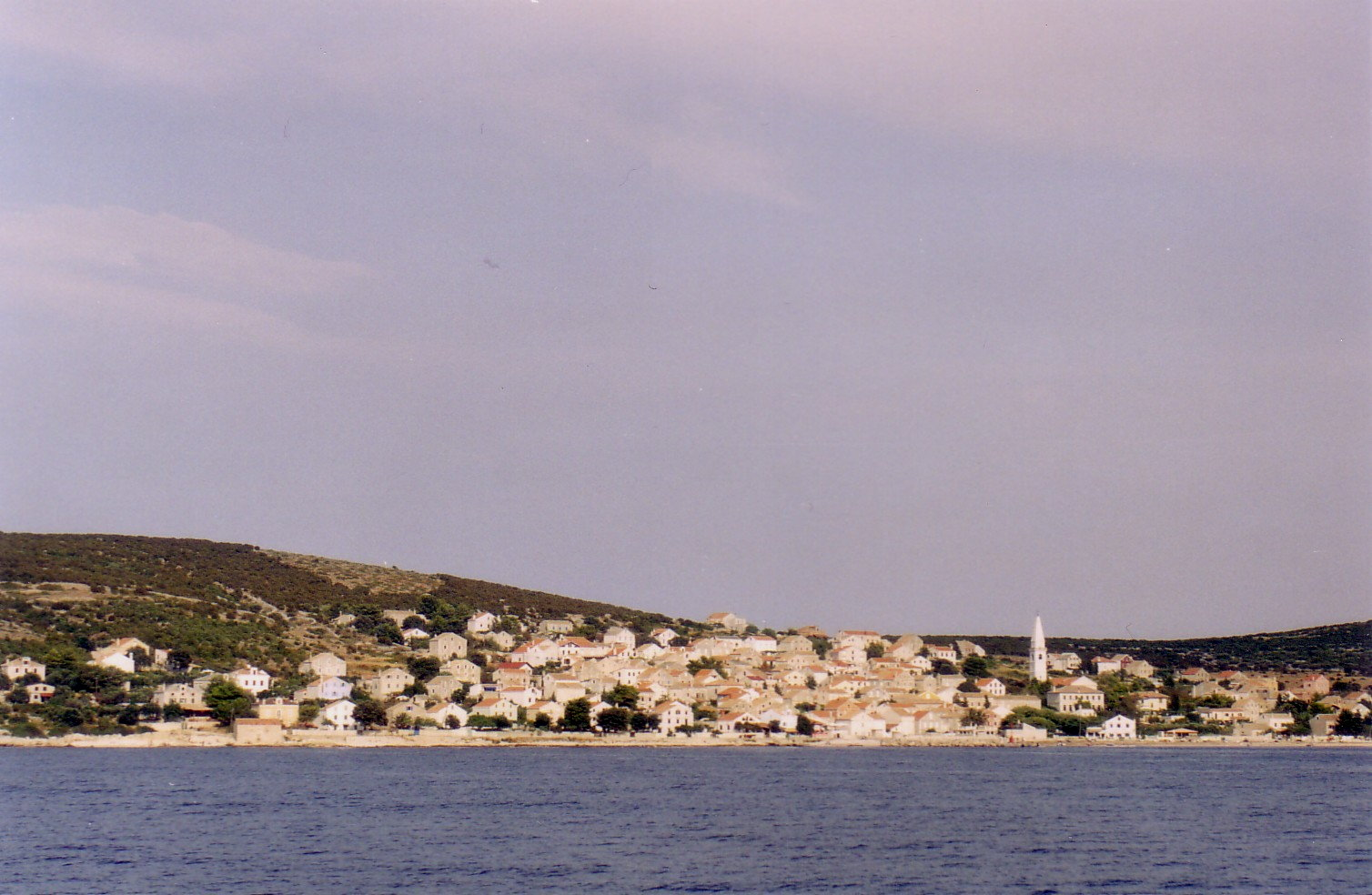
우니예섬

우니예섬(크로아티아어: Unije, 이탈리아어: Unie)은 아드리아해에 위치한 크로아티아의 섬으로 면적은 16.88km2, 인구는 88명(2011년 기준)이다. 행정 구역상으로는 프리모레고르스키코타르주에 속하며 츠레스-로신 군도(Cres-Lošinj)의 일부를 형성한다. 일반적인 농촌, 어촌 양식을 띤 280개의 집, 수많은 만과 해변, 지중해에 서식하는 상록수, 올리브나무로 뒤덮인 숲으로 유명한 섬이다.